# Zelotes holguin
Zelotes holguin är en spindelart som beskrevs av Alayón 1992. Zelotes holguin ingår i släktet Zelotes och familjen plattbuksspindlar.
Artens utbredningsområde är Kuba. Inga underarter finns listade i Catalogue of Life.